# اندرس یونکرا
اندرس یونکرا (انگلیسی: Andrés Junquera; ۲۳ آوریل ۱۹۴۶ – ۶ مهٔ ۲۰۱۹) بازیکن فوتبال اهل اسپانیا بود.
از باشگاه‌هایی که در آن بازی کرده‌است می‌توان به باشگاه فوتبال رئال مادرید و باشگاه فوتبال رئال ساراگوسا اشاره کرد.